# Манитулин (округ)
Манитулин — административный округ в провинции Онтарио, Канада. Крупнейшим городом и административным центром округа является город Гор-Бей. Население — 13 090 чел. (по переписи 2006 года).

## География

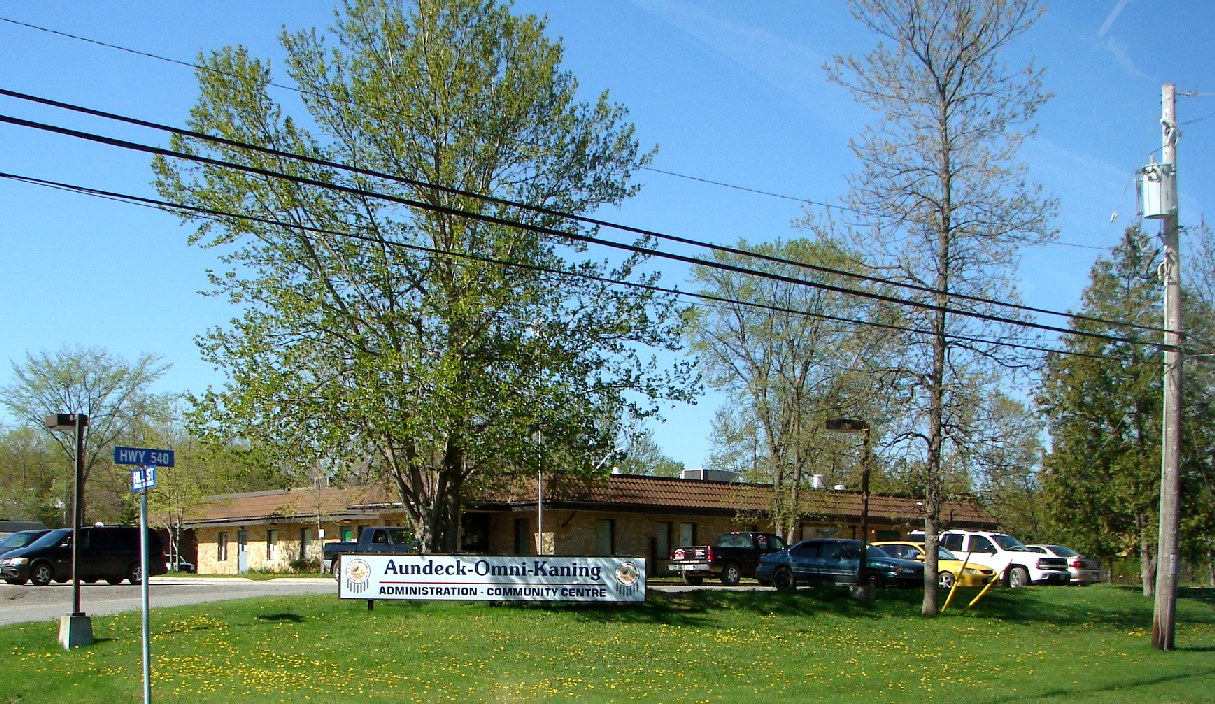
В Сакер-Крике

Округ расположен на юге центральной части провинции Онтарио, в регионе Северное Онтарио. Манитулин целиком расположен на одноимённом острове и прилегающих островках в северной части озера Гурон. Как следствие этого, все административные границы округа проходят исключительно по воде. На северо-западе он граничит с округом Алгома, на северо-востоке — с округом Садбери, на юго-востоке — с графством Брус. На западе и юге округ граничит с американским штатом Мичиган.

## Административное деление
В состав округа входят следующие муниципальные образования:
- 2 города («тауна»): Гор-Бей и Северо-Восточный Манитулин и острова[англ.];
- 7 тауншипов: Ассигинак[англ.], Биллингс[англ.], Берпи-и-Миллз[англ.], Сентрал-Манитулин[англ.], Кокберн-Айленд[англ.], Гордон-Барри-Айленд[англ.] и Техкуммах[англ.];
- 2 межселенные территории — Мэйнленд-Манитулин[англ.] и Западный Манитулин[англ.];
- 7 индейских территорий: М'Чигинг 22[англ.], Виквемиконг[англ.], Жиибаахаасинг 19[англ.], Шегуинда, Шешегванинг, Сакер-Крик и Уайтфиш-Ривер.

На территории тауншипов и межселенных территорий находится 51 муниципалитет.

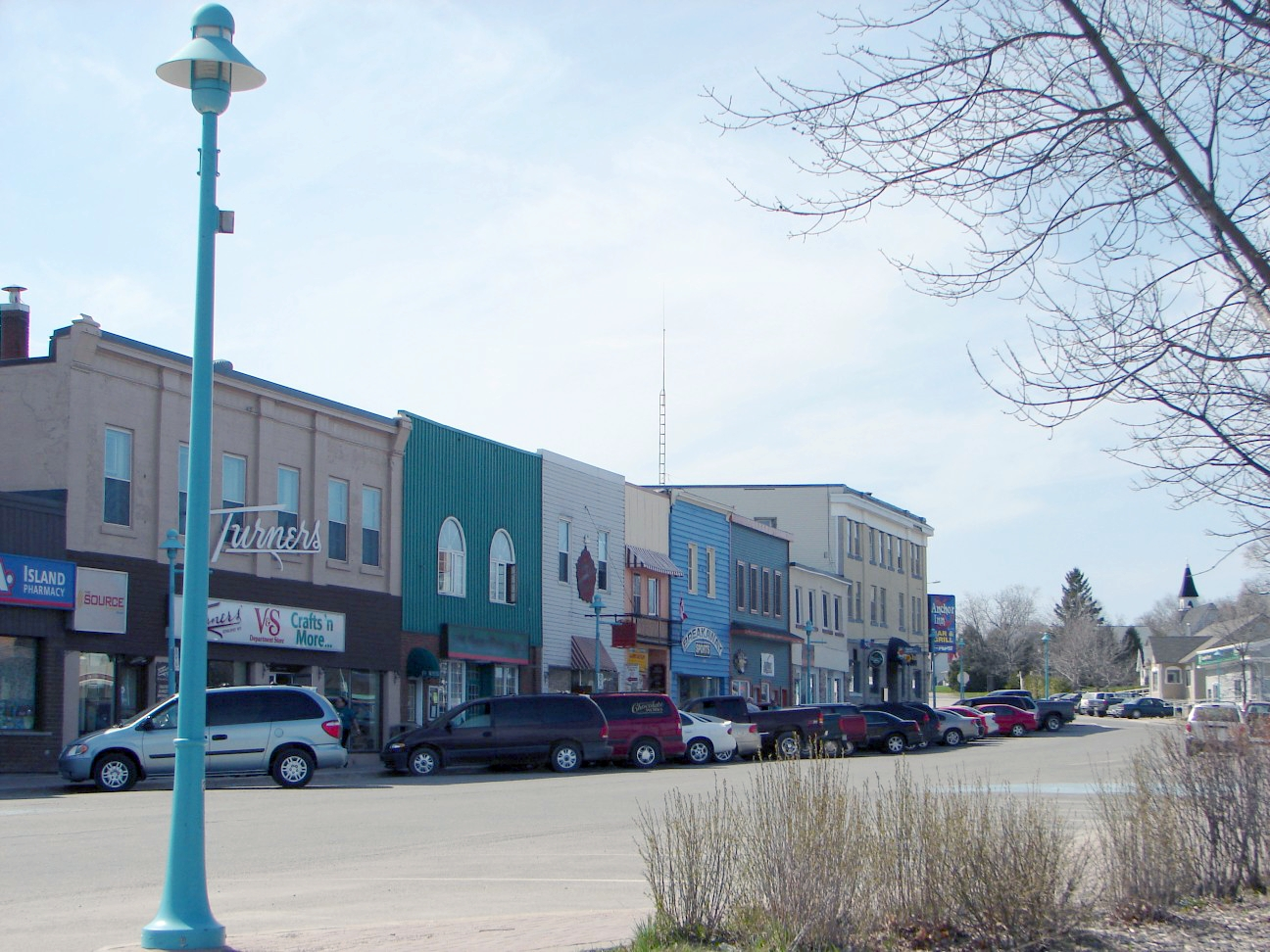
В муниципалитете Литтл-Каррент, Северо-Восточный Манитулин и острова

## Население
Из 13 090 жителей, населяющих округ, 6515 составляют мужчины и 6575 — женщины. Средний возраст населения — 44,1 лет (против 39,0 лет в среднем по провинции). При этом, средний возраст мужчин составляет 43,8 лет, а женщин — 44,4 (аналогичные показатели по Онтарио — 38,1 и 39,9 соответственно).
На территории округа зарегистрировано 5470 частных жилых помещений, принадлежащих 3895 семьям.
Подавляющее большинство населения говорит английском языке. Распространённость других языков незначительна.
Крупнейший населённый пункт — Северо-Восточный Манитулин и острова, имеющий статус города — 2711 чел. (около 20 % населения округа, по переписи 2006 года).